# Juan Ignacio Marcarie
Juan Ignacio Marcarie, vollständiger Name Juan Ignacio Marcarie Carra, (* 25. September 1985 in Buenos Aires) ist ein argentinischer ehemaliger Fußballspieler.

## Verein
Der nach Angaben seines Vereins 1,73 Meter große Offensivakteur spielte von 2005 bis 2006 bei Tristán Suárez. In den Jahren 2006 bis 2007 war er bei AD Berazategui aktiv. Es folgte eine Station beim Club Atlético Ituzaingó von 2007 bis 2008. Die beiden nächsten Jahre verbrachte er beim Club Atlético Colegiales. Im Jahr 2009 war sein Arbeitgeber erneut Berazategui. Anschließend spielte er 2010 für Estudiantes de Mérida (elf Einsätze in der Clausura 2010) und den Club Atlético San Miguel (ein Einsatz in der Primera C – Temporada Regular 2010/11; ein Tor). 2010 bis 2011 stand er abermals in Reihen von Tristán Suárez (ein Einsatz in der Primera B – Temporada Regular 2010/11; ein Tor). 2011 bis 2012 war Atlético Venezuela sein Vertragspartner. Zur Saison 2012/13 wechselte er nach Uruguay zu El Tanque Sisley. In jener Spielzeit absolvierte er 23 Begegnungen (zwei Tore) in der Primera División und bestritt anschließend auch in der Copa Sudamericana 2013 beide Spiele des Klubs. In der Spielzeit 2013/14 wurde er, bis zu seinem bislang letzten Einsatz am 15. Dezember 2013, je nach Quellenlage 13- oder 14-mal aufgestellt (drei Tore).
Ende Februar 2014 wechselte er zu Mushuc Runa nach Ecuador und unterschrieb einen Einjahresvertrag. Dort absolvierte er 30 Ligaspiele (zwei Tore). Zu Beginn des Jahres 2015 schloss er sich SD Aucas an. Für den Klub erzielte er einen Treffer bei 29 Einsätzen in der Primera A. Ab Jahresanfang 2016 setzte er seine Karriere bei Fuerza Amarilla Sporting Club fort und lief in neun Ligaspielen (kein Tor) auf. 2017 beendete er seine Laufbahn.